# Ryszard Czarnecki

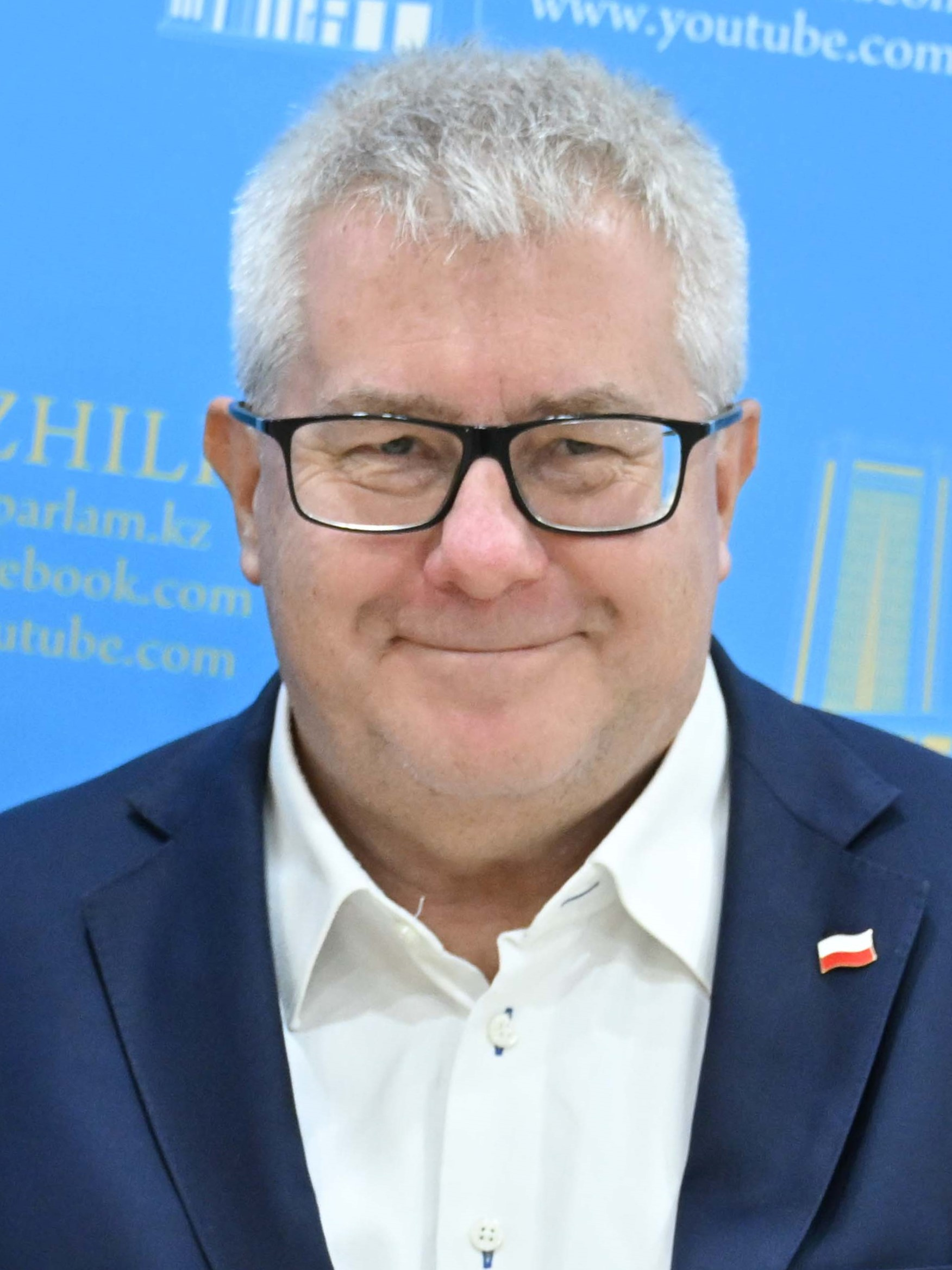
Ryszard Czarnecki (2023)

Ryszard Henryk Czarnecki (* 25. Januar 1963 in London als Richard Henry Czarnecki) ist ein polnischer Politiker (UPR, ZChN, AWS, Samoobrona, PiS). Er gehörte von 1991 bis 1993 und von 1997 bis 2001 dem Sejm in dessen I. und III. Wahlperiode an. Von 2004 bis 2024 war er Mitglied des Europäischen Parlaments, von 2014 bis 2018 einer seiner Vizepräsidenten.

## Ausbildung, Beruf und Privates
Nach dem Abitur 1981 in Warschau studierte Czarnecki Geschichtswissenschaft an der Philosophisch-Historischen Fakultät der Universität Breslau. Seit 2009 ist er in zweiter Ehe mit Emilia Hermaszewska, der Tochter des Kosmonauten Mirosław Hermaszewski, verheiratet, mit der er einen Sohn hat. Aus seiner ersten Ehe hat er zwei weitere Söhne. Sein ältester Sohn Przemysław (* 1983) gehörte von 2014 bis 2023 dem Sejm an.
Er war Archivar des Archivs Neuer Akten (Archiwum Akt Nowych) in Warschau (1986) und des Archivs der Solidarność (1987), Journalist bei Dziennik Polskie in London (1988 bis 1990), Redaktionssekretär von Głos (1990–1991), stellvertretender Chefredakteur von Wiadomości Dnia (1991), Chefredakteur des Dziennik Dolnośląski (1991) und kommissarischer Direktor von Norpol-Press (1991). Darüber hinaus war er Chef der Redaktion für religiöse Programme des polnischen Fernsehsenders Polsat (1993 bis 1997), Programmausschussvorsitzender des polnischen Auslandssenders Radio Polonia und Hochschuldozent (2001 bis 2004).
Von 1997 bis 2003 gehörte er dem Vorstand des Speedwayklubs WTS Atlas Wrocław an, dessen Präsident er von 1999 bis 2001 war. Im Jahr 2017 plante er, für den Vorsitz des Polski Komitet Olimpijski zu kandidieren, nahm aber von der Kandidatur noch vor der Abstimmung Abstand. Von 2018 bis 2021 war er Vizepräsident des Polnischen Volleyballverbandes.
Im September 2024 wurden Czarnecki und seine Frau von Beamten der Antikorruptionsbehörde CBA vorübergehend festgenommen. Die Staatsanwaltschaft leitete Ermittlungen wegen Protektion in Verbindung mit Korruption sowie Geldwäsche im Zusammenhang mit der Affäre um den Verkauf akademischer Titel durch die private Hochschule Collegium Humanum - Warsaw Management University ein.

## Politik

### Volksrepublik
Czarnecki gehörte seit 1981 dem Unabhängigen Studentenverband NZS an und beteiligte sich an der Universität Breslau an einem Solidaritätsstreik mit den streikenden Studenten an der Ingenieurschule Radom. Von 1984 bis 1987 leitete er die illegalen Strukturen des NZS an der Breslauer Universität und gehörte auch dem landesweiten Vorstand an. 1987 war er Mitbegründer der bis 1990 illegalen Unia Polityki Realnej (UPR).

### Dritte Republik
Im Oktober 1989 beteiligte er sich an der Gründung der Zjednoczenie Chrześcijańsko-Narodowe (ZChN), deren Pressesprecher von 1991 bis 1993 war. Auf einem Listenplatz des Wahlbündnisses Wyborcza Akcja Katolicka wurde er als Mitglied der ZChN bei der ersten vollständig freien Parlamentswahl 1991 in den Sejm gewählt. Dort war er stellvertretender Vorsitzender des Ausschusses für Kultur und Medien sowie Vertreter des Sejm bei der NATO. Von Juni bis September 1993 war er stellvertretender Kulturminister im Kabinett von Hanna Suchocka. Bei der Parlamentswahl 1993 kandidierte er für die ZChN auf der Liste des Wahlbündnisses Katolicki Komitet Wyborczy „Ojczyzna”, das aber mit 6,4 % der Stimmen an der neu eingeführten 8-%-Hürde für Wahlbündnisse scheiterte. Nachdem er bereits Ende 1993 stellvertretender Vorsitzender geworden war, war er nach dem Rücktritt von Wiesław Chrzanowski von Oktober 1994 bis Februar 1996 Vorsitzender der ZChN. Bei der Parlamentswahl 1997 wurde er auf der Liste des Wahlbündnisses Akcja Wyborcza Solidarność (AWS), dem sich die ZChN beteiligt hatte nach vier Jahren Unterbrechung in den Sejm gewählt. Von 1997 bis 1999 gehörte er der Regierung von Jerzy Buzek als Minister für europäische Integration an. Dabei war er zunächst Leiter des Komitees für europäische Integration im Kabinettsrang (1997/98) und später  Minister und Mitglied des Ministerrates (1998/99). Nach seinem Ausscheiden aus der Regierung war er Vorsitzender des Ausschusses für Kontakte zu Polen im Ausland. Im März 2001 wurde er Vorsitzender der ZChN in der Woiwodschaft Niederschlesien. Im selben Jahr bewarb er sich bei der Parlamentswahl erneut um ein Mandat für die ZChN auf der AWS-Liste. diese scheiterte jedoch mit 5,6 % der Stimmen der Sperrklausel für Wahlbündnisse und erhielt keine Mandate. Bei den Selbstverwaltungswahlen 2002 kandidierte er erfolglos für das Amt des Stadtpräsidenten von Breslau.

### Europa

Czarnecki in Bukarest mit George Simion und Petrișor Peiu, 4. Mai 2025

Bei der Europawahl 2004 kam Czarnecki über die Liste der Partei Samoobrona, der er im Februar 2004 beigetreten war, ins Europäische Parlament. Nachdem er 2007 aus der Samoobrona ausgeschlossen worden war, trat er 2008 der Prawo i Sprawiedliwość (PiS) bei und wurde 2009 über die Liste dieser Partei erneut mit 27.106 Stimmen in das Europäische Parlament gewählt. Auch bei der Europawahl 2014 gelang ihm die Wiederwahl. Am 2. Juli 2014 wurde Czarnecki mit relativer Stimmenmehrheit im dritten Wahlgang zu einem von 14 Vizepräsidenten des Europäischen Parlamentes gewählt. Er gehört zu den 89 Personen aus der Europäischen Union, gegen die Russland im Mai 2015 ein Einreiseverbot verhängt hat.
Nachdem die polnische Abgeordnete des Europäischen Parlamentes Róża Thun in einer Arte-Dokumentation vor umstrittenen Reformen der polnischen Regierung gewarnt hatte, wurde sie durch Czarnecki auf seinem Blog als Szmalcownik, ein Begriff für Kollaborateure der Nazis während des Holocaust, beleidigt. Das Europaparlament reagierte auf diese Äußerungen erstmals in seiner Geschichte mit einem Abwahlverfahren gegen einen seiner Vizepräsidenten. Bei der Abstimmung am 7. Februar 2018 wurde Czarnecki mit der dafür nötigen Zweidrittelmehrheit mit 447 zu 196 Stimmen seines Amtes enthoben. Trotzdem wurde er bei der Europawahl 2019 erneut in das Europaparlament gewählt.
Das Europäische Amt für Betrugsbekämpfung (OLAF) stellte 2020 fest, dass Czarnecki seine Fahrtkosten zu den Sitzungen nach Brüssel über Jahre zu seinen Gunsten und offenkundig vorsätzlich falsch abgerechnet hatte. 2021 verlangte das Präsidium des Europaparlaments von Czarnecki die Rückzahlung der unrechtmäßig von ihm beantragten und an ihn überwiesenen Gelder, Presseberichten zufolge handelte es sich um rund 100.000 Euro. Dieser akzeptierte die Entscheidung und zahlte.
Bei den Europawahlen 2024  kandidierte er ein weiteres Mal auf der Liste der PiS, konnte aber sein Brüsseler Mandat nicht verteidigen. Die polnische Staatsanwaltschaft teilte zwei Tage nach der Europawahl mit, dass sie gegen Czarnecki ein wegen seiner Abgeordnetenimmunität ruhendes Strafverfahren wegen der Falschangaben bei seinen Spesenabrechnungen für das Europa-Parlament weiterführen werde.

## Ehrungen
- 2013 Verdienstorden des Präsidenten Georgiens[24]
- 2014 Krzyż Wolności i Solidarności[25]
- 2015 Ukrainischer Verdienstorden III. Klasse[26]